# Bjarne Brustad
Bjarne Brustad (ur. 4 marca 1895 w Oslo, zm. 20 maja 1978 tamże) – norweski skrzypek, altowiolista, kompozytor i pedagog.

## Życiorys
Uczył się komponowania i gry na skrzypcach w Musikkonservatoriet (Konserwatorium Muzyczne) w Oslo od 1907 do 1912, a także w Berlinie, gdzie jego nauczycielami byli m.in. Emil Telmányi i Carl Flesch. Zadebiutował jako skrzypek w Oslo w 1914 i długo grał na skrzypcach i altówce w tamtejszej orkiestrze, przy czym od 1928 do 1943 był solistą. Od 1937 do 1961 Brustad pracował jako nauczyciel w Musiskonservatoriet.